# Hieracium lyratifolium
Hieracium lyratifolium es una especie de planta con flor del género Hieracium, de la familia Asteraceae, orden Asterales.

## Distribución
Hieracium lyratifolium se distribuye por Finlandia y Suecia.

## Taxonomía
Fue descrita científicamente por H. Lindberg ex Norrl.